# Tiki-taka

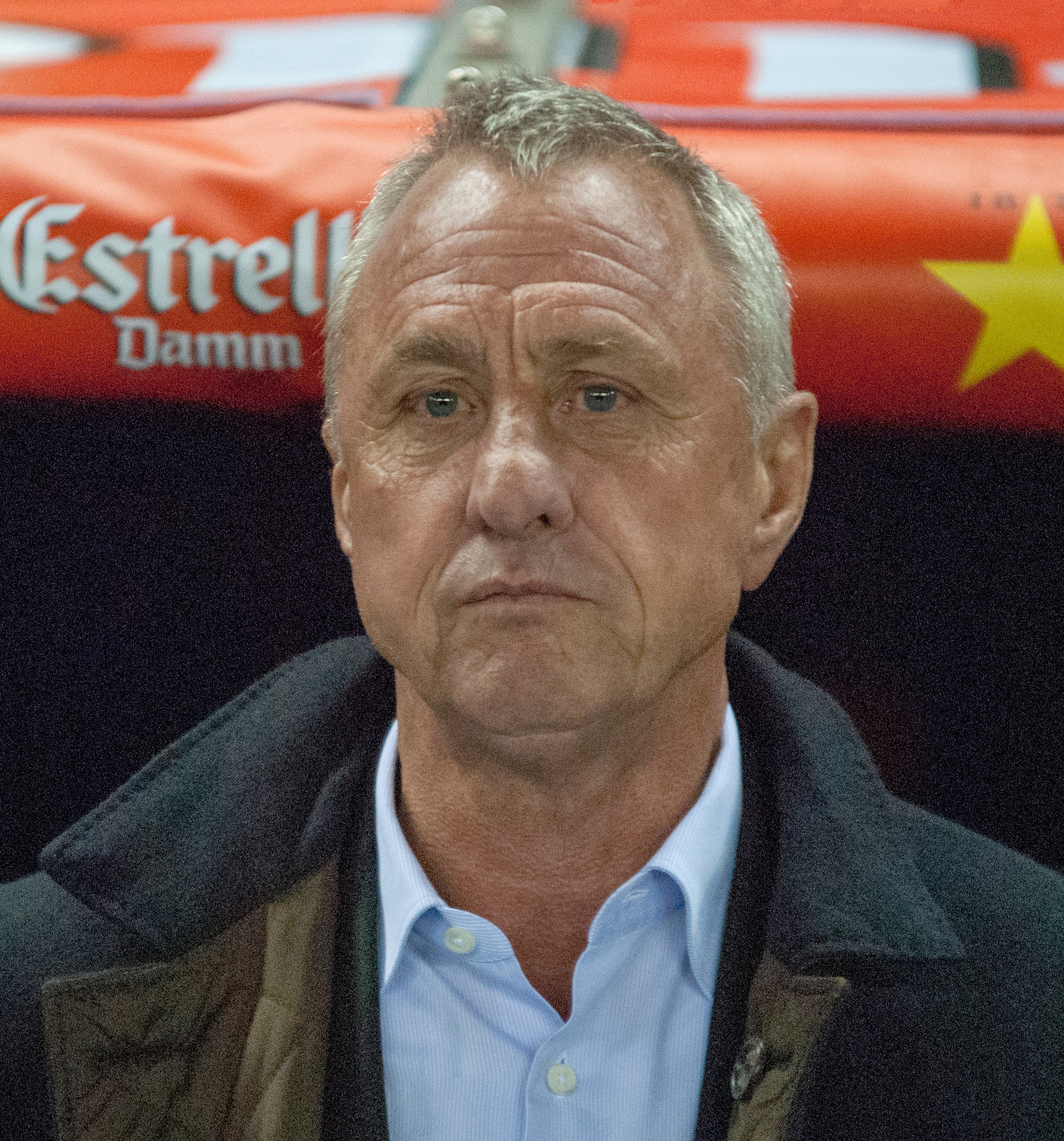
Johan Cruijff, współautor przyszłych sukcesów hiszpańskiej piłki nożnej

Tiki-taka lub tiqui-taca – styl gry i założenie taktyczne w piłce nożnej charakteryzujące się wymienianiem krótkich podań przy jednoczesnym zachowaniu dużej płynności ruchu zawodników bez piłki oraz długim czasem utrzymywania się przy niej. Styl kojarzony jest przede wszystkim z hiszpańskim klubem FC Barcelona, zwłaszcza w czasach, gdy jej trenerem był Pep Guardiola. Sam Guardiola dystansował się jednak od tego stylu, twierdząc, że nienawidzi wszystkiego, co z nim związane. Czasy jej rozwoju i wpływu na hiszpańską piłkę sięgają okresu, kiedy Johan Cruijff był menedżerem Barçy (koniec lat 80. i lata 90. XX wieku) aż do chwili obecnej. Ten styl gry był również stosowany przez menedżerów reprezentacji Hiszpanii, Luisa Aragonésa i Vicente del Bosque. Pozwolił on Hiszpanom zdobyć trzy tytuły mistrzowskie z rzędu na wielkich turniejach (Euro 2008, Mundial 2010 oraz Euro 2012).
Tiki-taka odchodzi od tradycyjnego myślenia o formacjach w piłce nożnej na rzecz koncepcji wywodzącej się z gry strefowej.

## Początki
Nie jest do końca pewne, kiedy rozpoczęła się historia tiki-taki. Jedna z teorii zakłada, że podwaliny pod jej rozwój położyli Niemcy (w szczególności Schalke 04), druga wiąże początki tego stylu gry z koncepcją futbolu totalnego, stosowaną przez Ajax Amsterdam i reprezentację Holandii w latach 70. XX wieku.

## Geneza i rozwój

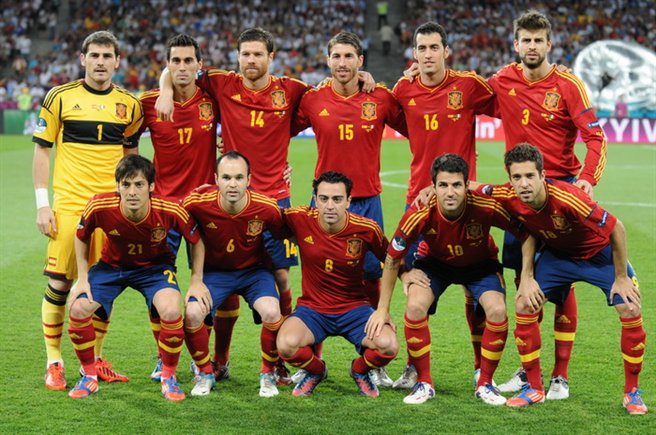
Reprezentacja Hiszpanii w czasie Mistrzostw Europy 2012

### Etymologia
Za pomysłodawcę i popularyzatora wyrażenia tiki-taka ogólnie uznawany jest nieżyjący już hiszpański dziennikarz i komentator sportowy Andrés Montes, który miał użyć go podczas komentowania meczu Hiszpania–Tunezja w trakcie Mistrzostw Świata w Piłce Nożnej 2006 mimo tego, że termin ten mógł być ukuty i sformułowany już wcześniej jako określenie krytyczne lub obraźliwe przez ówczesnego trenera Athleticu Bilbao Javiera Clemente. Komentując spotkanie Hiszpanów z Tunezyjczykami, Montes użył zwrotu, opisującego precyzyjny styl podań reprezentacji Hiszpanii: Estamos tocando tiki-taka, tiki-taka („gramy tiki-takę, tiki takę”). Fraza oryginalnie pochodzi z języka baskijskiego i oznacza „stawianie szybkich, lekkich kroków”.

### FC Barcelona
Korzenie tego, co określa się dziś mianem tiki-taki, sięgają czasów Johana Cruijffa i jego kadencji trenerskiej w Barcelonie (1988–1996). Jego filozofia trenerska pomogła położyć podwaliny pod okres przyszłej dominacji Hiszpanii w światowym futbolu. Sukcesy hiszpańskiej piłki nożnej na poziomie klubowym i międzynarodowym (reprezentacyjnym) w latach 2008–2012 były uważane przez wielu za dowód wpływu Cruijffa na współczesną piłkę nożną. W późniejszych latach styl ten nadal rozwijał się i ewoluował pod okiem kolejnych holenderskich menedżerów Blaugrany: Louisa van Gaala i Franka Rijkaarda, został również przejęty przez inne zespoły w La Lidze. Holenderscy trenerzy Dumy Katalonii postawili sobie za cel przede wszystkim promowanie swojego systemu opartego na młodych zawodnikach, a szkółce piłkarskiej FCB La Masia przypisuje się wypuszczenie pokolenia piłkarzy utalentowanych technicznie, lecz o skromnych warunkach fizycznych, takich jak Pedro Rodriguez Ledesma, Xavi, Andrés Iniesta, Cesc Fàbregas czy Lionel Messi; zawodników z doskonałym czuciem gry, umiejętnością podań, a także utrzymania posiadania piłki. Pep Guardiola prowadził Barcelonę w latach 2008–2012, zdobywając z nią 14 trofeów. Pod jego kierunkiem tiki-taka osiągnęła nowe możliwości rozwoju. Stało się to możliwe dzięki wizjonerskiemu podejściu Guardioli, wyjątkowemu pokoleniu graczy wypuszczonych spod skrzydeł La Masii, a także dzięki zdolności Barcelony do utrzymywania wysokiej intensywności gry. Przyczyniła się do tego również zmiana przepisu o spalonym wprowadzona w 2005 roku, która poszerzyła obszar gry, sprawiając, że wzrost i warunki fizyczne zawodników miały mniejsze znaczenie, a bardziej zaczęło liczyć się wyszkolenie techniczne. Pod czujnym okiem Guardioli barcelońska tiki-taka połączyła wysoką linię obrony znaną z holenderskiego futbolu totalnego, wymianę pozycji i wykorzystanie posiadania piłki do kontrolowania gry. Odeszła w ten sposób od swoich holenderskich korzeni, podporządkowując wszystko podaniom: Guardiola ustawił środkowego napastnika jako „fałszywą dziewiątkę”, aby utrzymywać płynność gry po różnych stronach boiska; wykorzystywał również wyższy wzrost bocznych obrońców, a pomocników przestawiał do obrony, wykorzystując w ten sposób ich zdolność do podawania piłki i kreowania akcji.

### Reprezentacja Hiszpanii
Luis Aragonés i Vicente del Bosque z powodzeniem zastosowali ten styl w reprezentacji Hiszpanii; podczas ich kadencji trenerskiej Hiszpanie zdobyli trzy kolejne tytuły mistrzowskie z rzędu: mistrzostwo Europy w 2008 (Aragonés), oraz mistrzostwo świata w 2010 i Europy w 2012 (Del Bosque). Na ten sam czas (2008–2012) przypadł okres największych sukcesów klubu FC Barcelona.

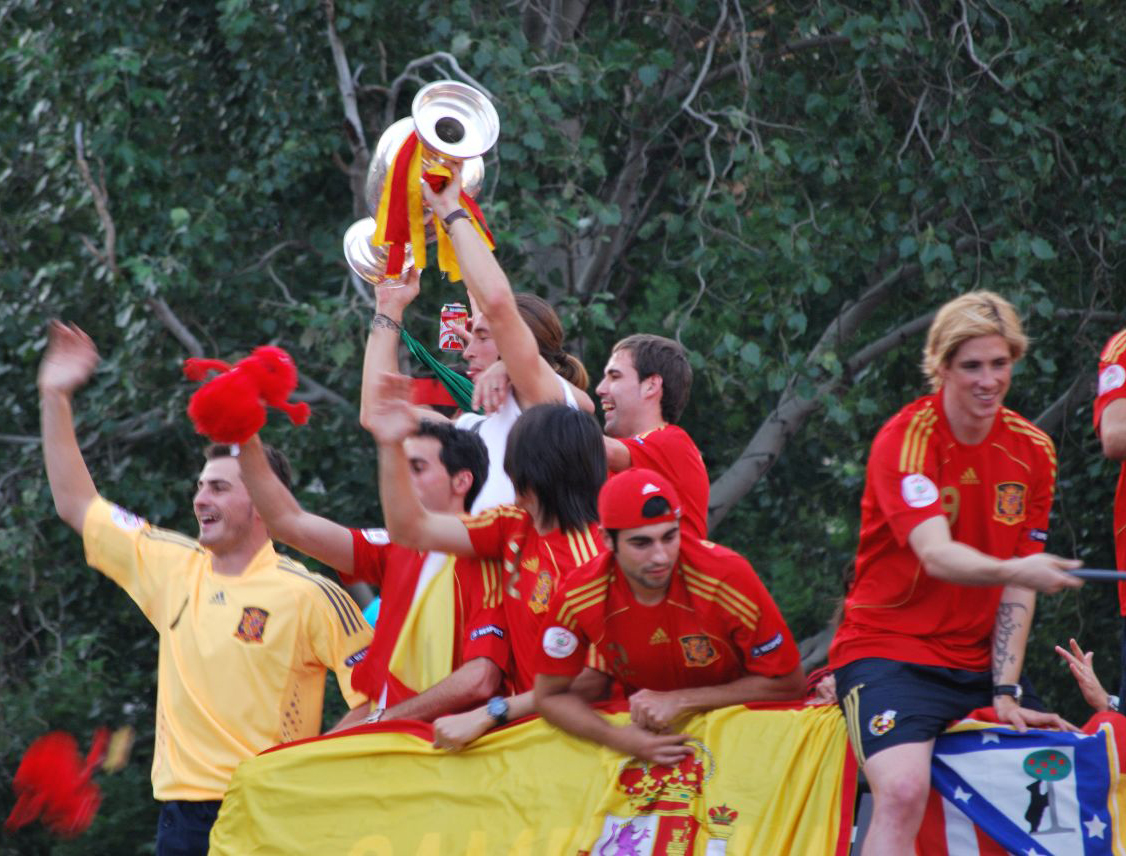
Ekipa hiszpańska świętująca zdobycie mistrzostwa Europy w 2008…
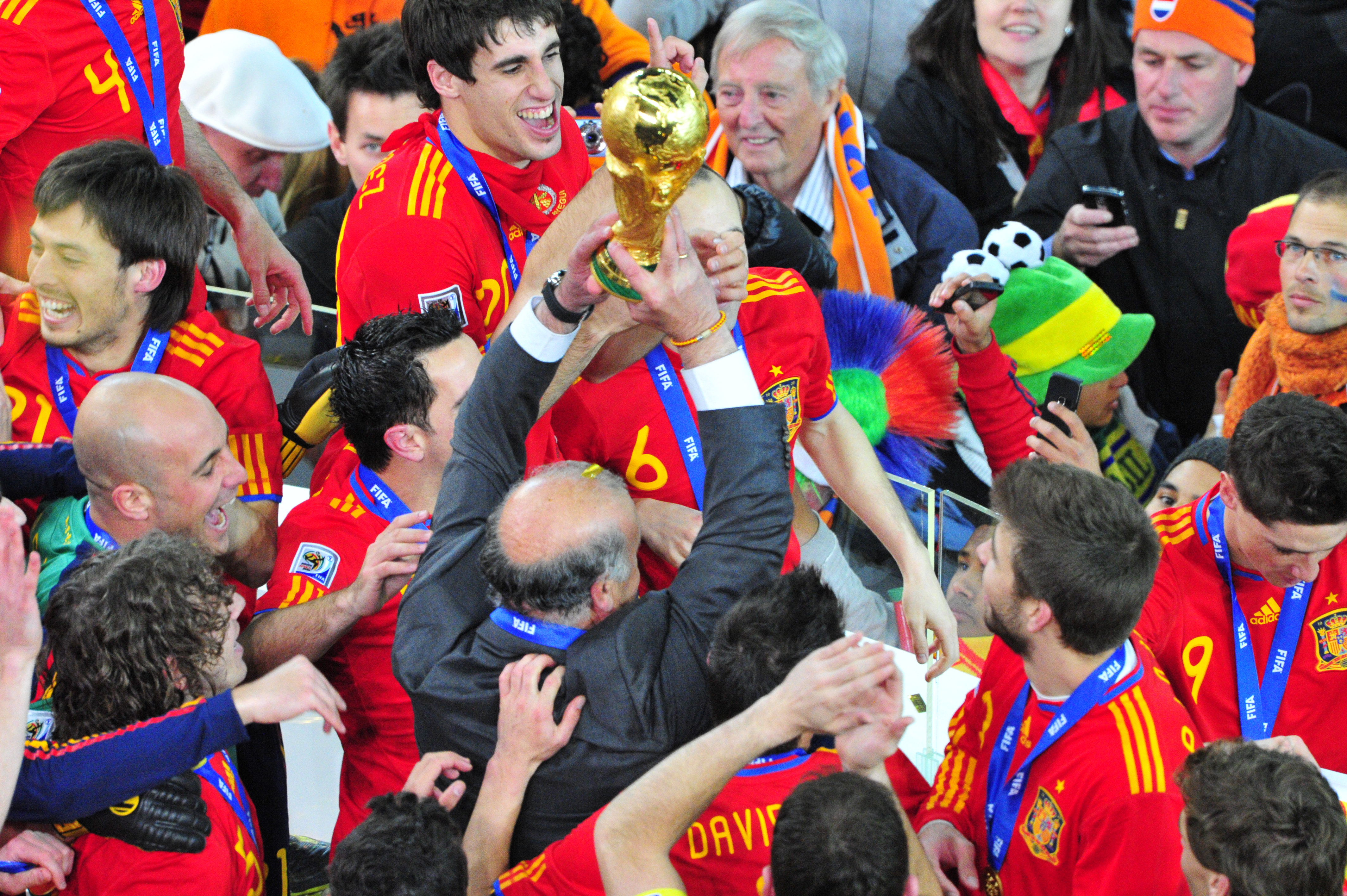
…mistrzostwa świata w 2010…
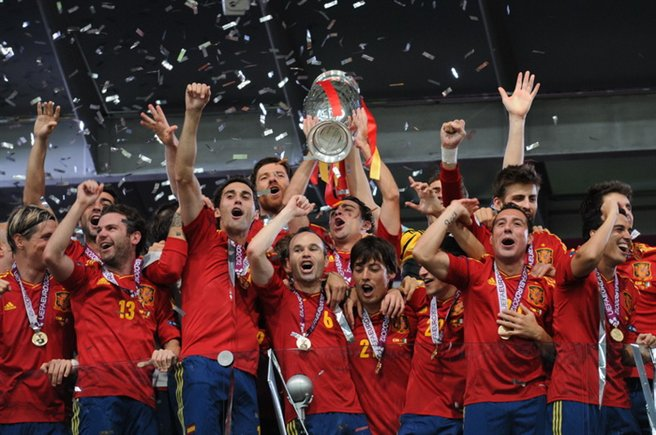
…oraz mistrzostwa Europy w 2012.